# Newirelandrall
Newirelandrall (Gallirallus ernstmayri) är en förhistorisk utdöd fågel i familjen rallar inom ordningen tran- och rallfåglar. 

## Förekomst
Fågeln beskrevs 2006 utifrån subfossila lämningar funna under arkeologiska utgrävningar på ön New Ireland i Bismarckarkipelagen utanför Nya Guinea. Förutom newbritainrallen är arten den enda funna i Bismarckarkipelagen, men framtida utgrävningar kommer tveklöst avslöja fler utdöda arter. 

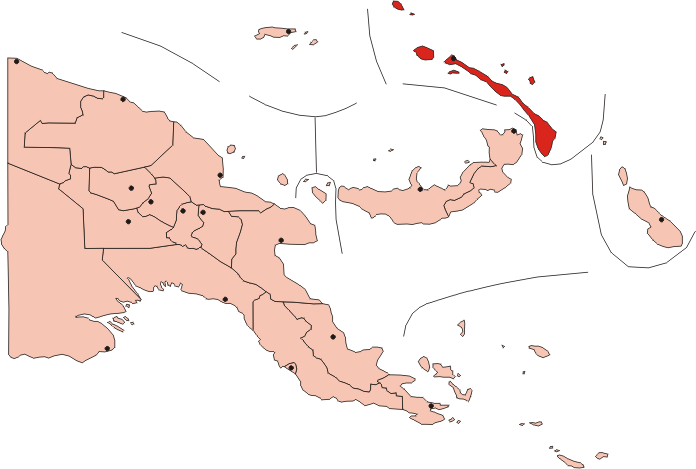
New Irelands läge öster om Nya Guinea

## Kännetecken
Den var relativt stor, jämförbar i storlek med newbritainrall (G. insignis). De fossila lämningarna är fragmentariska men arten förefaller ha varit flygoförmögen.